# Trockenhänge und Urwiese bei Junkersdorf
Das Naturschutzgebiet Trockenhänge und Urwiese bei Junkersdorf liegt im Landkreis Haßberge in Unterfranken.
Das 132,34 ha große Gebiet mit der Nr. NSG-00376.01, das im Jahr 1990 unter Naturschutz gestellt wurde, erstreckt sich nördlich und nordöstlich von Unfinden, einem Stadtteil der Stadt Königsberg in Bayern. Die St 2281 verläuft südwestlich.